# Paraglomus laccatum
Paraglomus laccatum är en svampart som först beskrevs av Blaszk., och fick sitt nu gällande namn av Renker, Blaszk. & Buscot 2007. Paraglomus laccatum ingår i släktet Paraglomus och familjen Paraglomeraceae.   Inga underarter finns listade i Catalogue of Life.